# 16781 Ренчин
16781 Ренчин (16781 Renčín) — астероїд головного поясу, відкритий 12 грудня 1996 року.
Тіссеранів параметр щодо Юпітера — 3,185.
Названо на честь Владіміра Ренчина (чеськ. Vladimír Renčín; нар. 1941) видатного чеського художника, ілюстратора, карикатуриста і гумориста.